# Чемпіонат Європи з біатлону 2019
Відкритий чемпіонат Європи з біатлону 2019 року (англ. IBU Open European Championships 2019) — це змагання спортсменів національних збірних, що відбулися з 20 по 24 лютого 2019 року в білоруському республіканському центрі олімпійської подготовки з зимових видів спорту Раубичі. 
Розіграно 8 комплектів медалей: по два у спринті, переслідуванні й індивідуальній гонці та по одній у змішаній та одиночній змішаній естафетах.

## Українські спортсмени
У складі національної збірної України на чемпіонаті виступили:
- Жінки: Валентина Семеренко, Віта Семеренко, Анастасія Меркушина, Юлія Журавок, Яна Бондар, Надія Бєлкіна, Ольга Абрамова.
- Чоловіки: Артем Прима, Дмитро Підручний, Сергій Семенов, Артем Тищенко, Руслан Ткаленко, Антон Дудченко, Тарас Лесюк.

## Загальний медалевий залік
| Місце  | Країна    |   |   |   | Разом |
| ------ | --------- | - | - | - | ----- |
| 1      | Швеція    | 3 | 2 | 1 | 6     |
| 2      | Росія     | 2 | 2 | 1 | 5     |
| 3      | Норвегія  | 2 | 1 | 2 | 5     |
| 4      | Болгарія  | 1 | 0 | 0 | 1     |
| 5      | Білорусь  | 0 | 1 | 2 | 3     |
| 6      | Німеччина | 0 | 1 | 1 | 2     |
| 7      | Україна   | 0 | 1 | 0 | 1     |
| 8      | Франція   | 0 | 0 | 1 | 1     |
| Всього |           | 8 | 8 | 8 | 24    |

## Результати гонок чемпіонату
| Гонка                                                                                   | Чоловіки | Жінки |
| --------------------------------------------------------------------------------------- | --- | --- |
| Індивідуальна гонка 1. 20 лютого 2019 Чоловіки: 20 км 2. 20 лютого 2019 Жінки: 15 км    | 1. Красімір Анев 53:18,1 (1) 2. Тар'єй Бо +3.7 (3) 3. Ендре Стрьомсхейм +11.1 (2) 4. Ондржей Моравець +22.4 (2) 5. Матвій Єлисеєв +1:29.5 (4) 6. Кароль Домбровськи +2:16.5 (2) 7. Маттіас Дорфер +2:17.1 (3) 8. Філіпп Горн +2:34.0 (5) 9. Сергій Семенов +2:37.0 (4) 10. Александер-Ф'єльд Андерсен +2:41.9 (3) 11. Руслан Ткаленко +2:43.2 (3) … 26. Антон Дудченко +4:16.8 (1) … 33. Артем Прима +4:34.4 (5)                                                                                 | 1. Ганна Еберг 48:13,1 (3) 2. Юлія Журавок +32,3 (1) 3. Ірина Кривко +41.5 (2) 4. Надін Горхлер +1:15.0 (3) 5. Яніна Хеттіх +1:50.6 (3) 6. Вікторія Сливко +1:50.6 (3) 7. Клое Шевальє +2:17.1 (4) 8. Софі Шово +2:38.5 (2) 9. Раґнільд Фемштейневік +3:06.9 (3) 10. Анна Вайдель +3:10.1 (4) 11. Валентина Семеренко +3:10.7 (4) … 18. Анастасія Меркушина +4:03.2 (5) … 47. Ольга Абрамова +6:38.4 (5) … 51. Віта Семеренко +7:09.6 (7)                                                       |
| Спринт 1. 23 лютого 2019 Чоловіки: 10 км 2. 23 лютого 2019 Жінки: 7,5 км                | 1. Тар'єй Бо 21:40.1 (1) 2. Єспер Нелін +10.6 (0) 3. Дмитро Малишко +35.2 (0) 4. Арістід Беґ +35.6 (0) 5. Сергій Бочарніков +44.0 (1) 6. Владімір Ілієв +45.4 (0) 7. Ондржей Моравець +46.4 (0) 8. Андрейс Расторгуєвс +46.6 (1) 9. Мартін Понсілуома +47.6 (1) 10. Говард Богетвейт +50.2 (1) … 18. Дмитро Підручний +1:04.2 (2) … 26. Артем Прима +1:19.4 (2) … 33. Руслан Ткаленко +1:30.1 (2) … 41. Сергій Семенов +1:37.8 (1) … 61. Артем Тищенко +2:07.7 (2) … 90. Тарас Лесюк +3:23.5 (3) | 1. Мона Брурссон 19:37,4 (0) 2. Катерина Юрлова-Перхт +37,5 (1) 3. Ганна Еберг +45,6 (2) 4. Світлана Міронова +46,1 (1) 5. Каролін Оффіґстад Кноттен +48.4 (0) 6. Фаб'єн Гартвеґер +1:06.6 (0) 7. Магдалена Гвіздонь +1:08.8 (1) 8. Анастасія Меркушина +1:12.4 (1) 9. Іда Лієн +1:12.9 (0) 10. Емілі Дресіґакер +1:16.1 (1) … 17. Віта Семеренко +1:33.4 (1) … 24. Надія Бєлкіна +1:50.8 (1) … 31. Валентина Семеренко +2:00.8 (2) … 32. Юлія Журавок 2:04.7 (1) … 62. Яна Бондарь +3:24.4 (5) |
| Гонка переслідування 1. 24 лютого 2019 Чоловіки: 12,5 км 2. 24 лютого 2019 Жінки: 10 км | 1. Тар'єй Бо 31:10.3 (1) 2. Матвій Єлісєєв +28.5 (1) 3. Говард Богетвейт +54.2 (1) 4. Сергій Бочарніков +1:04.1 (2) 5. Андрейс Расторгуєвс +1:13.2 (3) 6. Дмитро Малишко +1:17.2 (2) 7. Антон Смольський +1:32.7 (2) 8. Флоран Клод +1:32.8 (1) 9. Владімір Ілієв +1:43.7 (3) 10. Маттіас Дорфер +1:54.4 (2) … 15. Руслан Ткаленко +2:20.0 (3) … 27. Артем Прима +2:41.6 (3) … 37. Сергій Семенов +3:20.4 (2)                                                                                    | 1. Катерина Юрлова-Перхт 27:43.4 (1) 2. Ірина Кривко +37.5 (1) 3. Надін Горхлер +49,4 (1) 4. Дуня Здуц +50.8 (1) 5. Каролін Оффіґстад Кноттен +55.9 (2) 6. Євгенія Павлова +57.0 (0) 7. Іда Лієн +1:14.4 (2) 8. Анастасія Меркушина +1:16.8 (3) 9. Емілі Дресіґакер +1:26.6 (2) 10. Світлана Міронова +1:33.2 (5) … 13. Валентина Семеренко +1:44.4 (3) … 16. Віта Семеренко +1:50.0 (3) … 19. Надія Бєлкіна +2:17.7 (2)                                                                        |
| Одиночна змішана естафета 1. 21 лютого 2019 Жінки + Чоловіки: 1х6 + 1х7,5 км            | 1. Росія 36:30.0 (1+9) (Євгенія Павлова і Дмитро Малишко) 2. Швеція +20.6 (0+6) (Анна Магнуссон і Єспер Нелін) 3. Франція +29.0 (0+6) (Лу Жанмонно Лоран і Арістід Беґ) ... 11. Україна +1:19.5 (1+10) (Юлія Журавок і Дмитро Підручний) | 1. Росія 36:30.0 (1+9) (Євгенія Павлова і Дмитро Малишко) 2. Швеція +20.6 (0+6) (Анна Магнуссон і Єспер Нелін) 3. Франція +29.0 (0+6) (Лу Жанмонно Лоран і Арістід Беґ) ... 11. Україна +1:19.5 (1+10) (Юлія Журавок і Дмитро Підручний) |
| Змішана естафета 1. 21 лютого 2019 Жінки + Чоловіки: 2×6 + 2×7,5 км                     | 1. Швеція 1:05:16.0 (0+8) (Емма Нільссон, Мона Брурссон, Мартін Понсілуома, Себастьян Самуельссон) 2. Німеччина +17.7 (0+6) (Надін Горхлер, Яніна Геттіх, Лукас Фратцшер, Філіпп Горн) 3. Білорусь +29.8 (0+6) (Дінара Алімбекова, Ганна Сола, Роман Єльотнов, Сергій Бочарніков) ... 7. Україна +1:43.9 (1+7) (Анастасія Меркушина, Віта Семеренко, Сергій Семенов, Артем Прима) | 1. Швеція 1:05:16.0 (0+8) (Емма Нільссон, Мона Брурссон, Мартін Понсілуома, Себастьян Самуельссон) 2. Німеччина +17.7 (0+6) (Надін Горхлер, Яніна Геттіх, Лукас Фратцшер, Філіпп Горн) 3. Білорусь +29.8 (0+6) (Дінара Алімбекова, Ганна Сола, Роман Єльотнов, Сергій Бочарніков) ... 7. Україна +1:43.9 (1+7) (Анастасія Меркушина, Віта Семеренко, Сергій Семенов, Артем Прима) |